# Nemapteryx armiger
Nemapteryx armiger is een straalvinnige vissensoort uit de familie van christusvissen (Ariidae). De wetenschappelijke naam van de soort is voor het eerst geldig gepubliceerd in 1884 door Charles Walter De Vis.